# Harry K. Newburn
Harry Kenneth Newburn (Cuba, Illinois, 1906. január 1. – Phoenix, Arizona, 1974. augusztus 25.) amerikai oktató, több egyetem rektora.

## Tanulmányai
Alapdiplomáját a Nyugat-illinois-i Tanárképző Főiskolán, mesterdiplomáját és doktori fokozatát pedig az Iowai Egyetemen szerezte; később utóbbi bölcsészettudományi főiskolájának dékánja lett.

## Pályafutása
1945-ben az Oregoni Egyetem rektora lett. Az intézménynek túl kevés oktatója volt, és sokan készültek nyugdíjba vonulni, ezért Newburn az állami törvényhozásnál elérte a fizetésemelést. Új létesítmények épültek, a tanórákat pedig könnyűszerkezetes házakban tartották. Megnőtt a könyvtár tételszáma és a kiadott mesterdiplomák száma.
1953-ban a Ford Alapítvány televíziós és rádiós központjának igazgatója lett, 1958-ig pedig az alapítvány tanácsadója maradt. 1959-től négy évig a Montanai Egyetem rektora volt, ahol átszervezte az oktatói hierarchiát és a kutatási tevékenységet. 1963-ban az Arizonai Állami Egyetem felsőoktatást vizsgáló központjának igazgatója lett.
1965–1966-ban, valamint 1972–1973-ban a Clevelandi Állami Egyetem ideiglenes vezetője volt, majd 1968-tól az Arizonai Állami Egyetem tanárképző főiskolájának dékánja, 1969-től pedig az egyetem ideiglenes rektora. 1970-ben állandó vezetővé választották, és mindjárt konfliktusba keveredett az intézmény vezetésével és igazgatótanácsával, mert nem akarta a rasszizmussal vádolt Morris Starsky oktatót felmenteni. 1971-ig ideiglenesen még az egyetem élén maradt, majd a Carnegie Corporation of New York számára végzett a brit egyetemekkel kapcsolatos kutatást.

## Halála
Nyugdíjba vonulását követően Phoenixbe költözött. Halálát szívroham okozta.

## Fordítás
- Ez a szócikk részben vagy egészben  a   Harry K. Newburn című angol Wikipédia-szócikk ezen változatának fordításán alapul.  Az eredeti cikk szerkesztőit annak laptörténete sorolja fel. Ez a jelzés csupán a megfogalmazás eredetét és a szerzői jogokat jelzi, nem szolgál a cikkben szereplő információk forrásmegjelöléseként.